# Вітрильний спорт на Літній універсіаді 2019
Вітрильний спорт на літній Універсіаді 2019 — змагання з вітрильного спорту в рамках літньої Універсіади 2019 року пройшли з 8 липня по 12 липня в італійському місті Неаполь, на території затоки. Розіграно один комплект нагород.

## Історія
Турнір з вітрильного спорту на Універсіадах є додатковим. Цей вид програми нещодавно був доданий до програми Універсіад (Перший університетський турнір відбувся в 2002 році), але вперше він з'явився як додатковий вид спорту на Літній Універсіаді в 1999 році в Пальма-де-Майорці, а потім у Шенцене в 2011 році. Враховуючи великі традиції міста для цієї захоплюючої дисципліни, змагання з вітрильного спорту також відбулися у Неаполі.

## Правила участі
Заходи з вітрильного спорту були організовані у відповідності з останніми технічними правилами Міжнародної федерації вітрильного спорту.
У відповідності з Положенням FISU, спортсмени повинні відповідати таким вимогам для участі у Всесвітній універсіаді (стаття 5.2.1):
- До змагань допускаються студенти, що зараз навчаються у закладах вищої освіти, або закінчили виш не більше року тому.
- Всі спортсмени повинні бути громадянами країни, яку вони представляють.
- Учасники повинні бути старше 17-ти років, але молодше 28-ми років на 1 січня 2019 року (тобто допускаються тільки спортсмени, що народилися між 1 січня 1991 року та 31 грудня 2001 року).

## Календар
| ЦО | Церемонія відкриття | ● | Кваліфікації | 2 | Фінали змагань | ЦЗ | Церемонія закриття |

| Липень           | 2 Вт | 3 Ср | 4 Чт | 5 Пт | 6 Сб | 7 Вс | 8 Пн | 9 Вт | 10 Ср | 11 Чт | 12 Пт | 13 Сб | 14 Вс | Змагання |
| ---------------- | ---- | ---- | ---- | ---- | ---- | ---- | ---- | ---- | ----- | ----- | ----- | ----- | ----- | -------- |
| Вітрильний спорт |      |      |      |      |      |      | ●    | ●    | ●     | ●     | 1     |       | ЦЗ    | 1        |

## Учасники
| Австралія | Китай      | Іспанія 1       | Іспанія 2 |
| Фінляндія | Франція    | Велика Британія | Німеччина |
| Італія 1  | Італія 2   | Японія          | Корея     |
| Росія     | Сінгапур 1 | Сінгапур 2      | Швейцарія |

## Результати

### Дисципліни
| Дисципліна | Золото    | Срібло  | Бронза     |
| ---------- | --------- | ------- | ---------- |
| Гонка      | Фінляндія | Австрія | Сінгапур 1 |

## Медальний залік у вітрильному спорті
| Місце  | Країна     | Золото | Срібло | Бронза | Загалом |
| ------ | ---------- | ------ | ------ | ------ | ------- |
| 1      | Фінляндія  | 1      | 0      | 0      | 1       |
| 2      | Австрія    | 0      | 1      | 0      | 1       |
| 3      | Сінгапур 1 | 0      | 0      | 1      | 1       |
| Всього | Всього     | 1      | 1      | 1      | 3       |